# Cytokininy

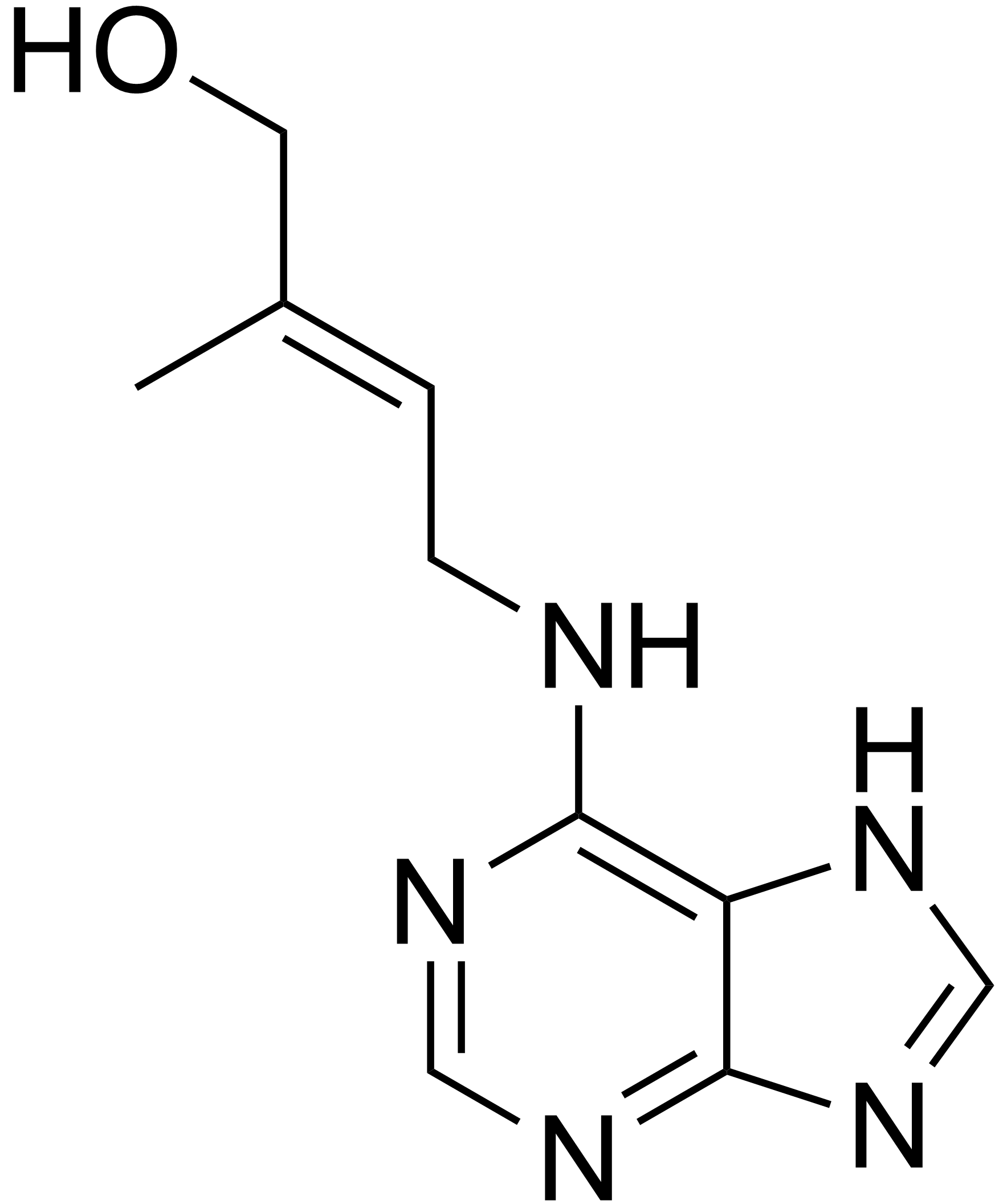
Wzór strukturalny zeatyny

Wzór strukturalny 2-izopentyloadeniny

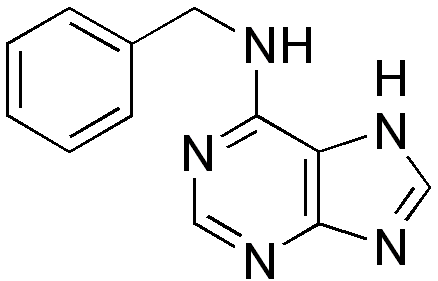
Wzór strukturalny 6-Benzyloadenina

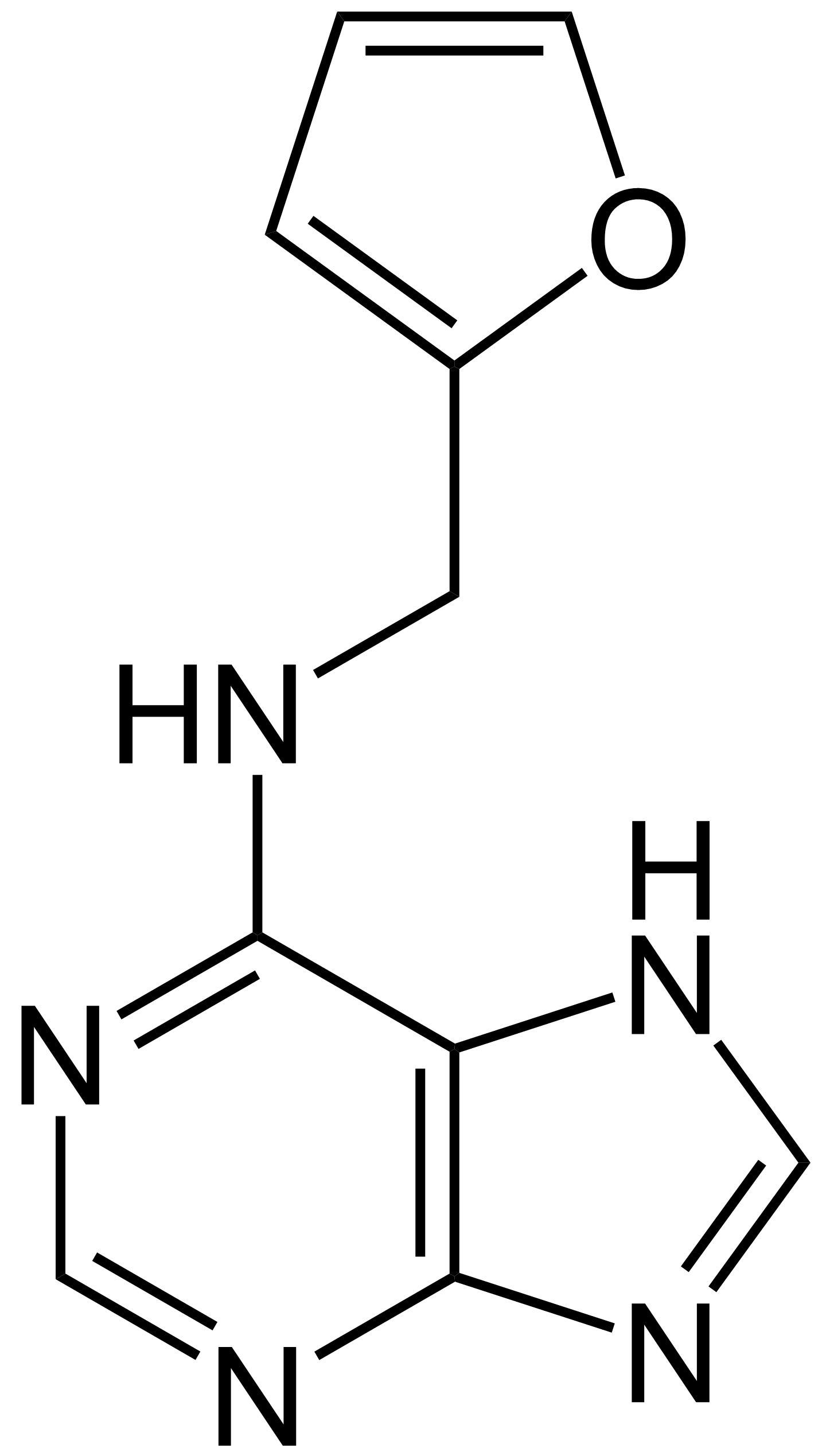
Wzór strukturalny kinetyna

Cytokininy, CK – grupa regulatorów wzrostu i rozwoju roślin, wśród których znajdują się hormony roślinne oraz substancje o działaniu podobnym do hormonów roślinnych jednak nie występujące naturalnie w roślinach. Pierwszy związek zaliczany do cytokinin, kinetyna, został wyizolowany przez Folkego Skooga w latach 50. XX wieku. Cytokininami są m.in.:
- zeatyna – 6-(γ-hydroksymetylo-γ-metyloalliloamino)puryna
- kinetyna(inne języki) – N6-furfuryladenina (Kin)
- 2-izopentyloadenina (2iP)
- 6-benzyloadenina(inne języki) (BA; znana także jako 6-benzyloaminopuryna, BAP)[2][3]

## Biosynteza
Głównym miejscem syntezy cytokinin jest korzeń, skąd są one transportowane elementami przewodzącymi – drewnem do nadziemnych części rośliny. Mniejsze ilości cytokinin powstają także w owocach, nasionach i młodych liściach.
Istnieją dwa szlaki syntezy cytokinin. W początkowym etapie szlaku pierwszego syntezy zeatyny cząsteczka pirofosforanu izopentenylu przyłącza się do cząsteczki AMP, ADP lub ATP. Reakcja katalizowana jest przez transferazę izopentenylową. Powstały produkt – monofosforan izopentenyloadenozyny – przekształcany jest następnie, przez odłączenie fosforybozy, do izopentenyloadeniny, a po hydroksylacji grupy metylowej w pozycji trans reszty izopentenylowej powstaje naturalna cytokinina – zeatyna. Drugim źródłem cytokinin jest degradacja kwasów nukleinowych, szczególnie tRNA.
Degradacja cytokinin polega na oderwaniu reszty izopentenylowej.

## Funkcje cytokinin
Funkcje cytokinin:
- regulują tempo podziałów komórkowych
- pobudzają wzrost objętościowy komórek
- stymulują różnicowanie się chloroplastów
- powodują transport metabolitów w kierunki organów o wyższej zawartości cytokinin
- biorą udział w regulacji starzenia się roślin (poprzez hamowanie rozkładu białek i syntezę RNA)
- indukują różnicowanie się pędów
- stymulują wzrost pąków pachwinowych
- uczestniczą w kiełkowaniu nasion – wychodzenie nasion ze stanu spoczynku.

Wiele procesów zachodzących w roślinach zależy od relacji zawartości różnych regulatorów wzrostu i rozwoju i nie jest możliwe przypisanie regulacji tych procesów do działania tylko jednego związku.
W ogrodnictwie i rolnictwie stosuje się też syntetyczne cytokininy np. do przedłużania trwałości ciętych kwiatów. Powodują efekt Richmonda-Langa czyli powstrzymują i hamują starzenie się organów i tkanek roślinnych, np. liście umieszczone w roztworze cytokininy zachowują świeżość i zieloną barwę; cytokininy mogą odmładzać też liście, pobudzając wytwarzanie chlorofilu, białek, kwasów nukleinowych. W sadownictwie do przerzedzania nadmiaru zawiązków drzew owocowych gatunków ziarnkowych oraz czasem pestkowych stosowana jest 6-benzyloadenina.

## Historia odkrycia
Badania, które doprowadziły do odkrycia cytokinin, zapoczątkował Gottlieb Haberlandt około 1913 roku. Zauważył on, że w izolowanych fragmentach tkanki miękiszowej ziemniaka można wywołać podziały komórek poprzez przyłożenie niewielkich fragmentów tkanki przewodzącej. W roku 1955 Folke Skoog zastosował do stymulacji podziałów komórek w tkance miękiszowej tytoniu wyciąg z mleka kokosowego lub drożdży, a następnie stary preparat DNA poddany działaniu wysokiej temperatury. Otrzymany w ten sposób roztwór wykazywał zdolność do stymulacji podziałów komórkowych. Z hydrolizatu DNA udało się wykrystalizować substancję aktywną, która nazwano kinetyną. Kinetyny nie udało się nigdy wyizolować z roślin. Jednak w roku 1964 David Letham wyizolował z bielma ziarniaków kukurydzy substancję podobną do kinetyny, którą nazwał zeatyną. Obecnie oprócz kinetyny znane są inne związki wykazujące aktywność biologiczną – część z nich występuje naturalnie w roślinach, a część jest związkami syntetycznymi.